# طارق الطيب
طارق الطيّب أديب، روائي وقاص وشاعر وكاتب ورسام مصري، من مواليد القاهرة باب الشعرية عام 1959. من أب سوداني من مدينة كوستي هو «الطيب محمد أحمد محمود الشريف شروني»، وأم من أصول سودانية مصرية. عاش طفولته في حيّ عين شمس محل سكن والديه حتى اليوم؛ متنقلاً في الصيف بين البيومي في حي الحسينية حيث عاشت جدته لأمه، ومنطقة أبو صقل في شمال سيناء حيث عمل والده في سلاح الحدود التابع للجيش المصري حتى المعاش والوفاة وضاع بيت العريش هذا في حرب يونيو 1967.
تعلم في كتّاب الشيخ علي بعين شمس قبل أن يلتحق بمدرسة الإمام محمد عبده الابتدائية وبعدها النهضة الإعدادية بعين شمس أيضاً، ثم مدرسة ابن خلدون الثانوية بالحلمية. تخرج في عام 1981 في كلية التجارة بجامعة عين شمس في مصر. انتقل في يناير 1984 من القاهرة إلى فيينا حيث يقيم الآن. درَس فيها الاقتصاد والعلوم الاجتماعية. تخرج في العام 1997 في جامعة الاقتصاد بفيينـّا بدرجة الدكتوراه في العلوم الاجتماعية والاقتصادية عن أطروحة حملت عنوان: ”نقل الأخلاق عن طريق التكنولوجيا - الصراع بين الهوية والربحية“. يعمل حاليًا كمدرس ومحاضر في جامعة جراتس وجامعة العلوم الإدارية بمدينة كريمس.
له تسعة أعمال منشورة بالعربية وأربعة أعمال مترجمة إلى الألمانية وكتب مترجمة إلى الفرنسية والمقدونية والصربية، ونصوص مترجمة إلى الإيطالية والإنجليزية والأوكرانية والسلوفاكية والهولندية والروسية والإسبانية والرومانية.
حاصل على الجائزة العالمية الكبرى في الشعر، رومانيا، 2007
تم تعيينه في عام 2008 كسفير للنمسا لعام الحوار الثقافي العالمي ويكتب حاليا مقالا راتبا في صحيفة الوطن المصرية.

## المنح الأدبية التي حصل عليها في النمسا
- منحة إلياس كانيتّي الكبرى لعام 2005
- منحة ليترار ميكانا الأدبية لمدة عام كامل 2005
- المنحة التشجيعية الكبرى للدولة لعام 2003
- جائزة الكِتاب لعام 2003
- المنحة التشجيعية الكبرى للدولة لعام 2002
- المنحة التشجيعية الكبرى للدولة لعام 2001
- عدة منح أدبية من وزارة الثقافة للسفر إلى الخارج في أعوام 2002، 2003، 2004، 2007، 2008
- منحة العمل الأدبي من وزارة الثقافة عام 1996، 1998، 2000

## القراءات الأدبية التي أقامها
• له قراءات متعددة في النمسا مثل: - دار الأدبLiteraturhaus في وسالتسبورج وجراتس – دار ألته شميده Alte Schmiede – دار أمرلينج Amerlinghaus – المكتبة الوطنية في فيينـّا Nationalbibliothek– الجمعية النمساوية للأدب ÖGfL في فيينـّا – المعهد الإفريقي الأسيويAAI في فيينـّا وجراتس – جامعة فيينـّا، وبعض المكتبات والمدارس وغيرها من المقاطعات النمساوية الأخرى.
• أقيمت له عدة قراءات في عدد من المدن العربية كان آخرها جولة أدبية واسعة نظمت له في شهر سبتمبر 2012م في بلده السودان، في العاصمة الخرطوم، وفي أكثر من مدينة محلية.

## مسيرة حافلة في النشر الأدبي
نشر في دوريات وأنطولوجيات في أكثر من عشرين عاصمة عربية وأوروبية: في القاهرة وبيروت والدار البيضاء ورام الله ودمشق والمنامة ومسقط وأبو ظبي والرياض وغيرها؛ والأجنبية: في فيينـّا وروما ولندن وباريس وواشنطن وبازل وكولونيا وبلغراد ونوفي ساد وليمبيرج وليوبليانا وبوخارست وغيرها.
ودخلت روايته «مدن بلا نخيل» المترجمة إلى الفرنسية، دخلت في مقرر مدارس الليسيه الفرنسية بمدينة لاروشيل للمرحلة الثانوية.

## المهرجانات الأدبية العالمية التي شارك فيها
- ملتقى الشارقة للرواية (الدورة الثالثة)، الشارقة - دولة الإمارات 2008
- مهرجان عربي- سويدي للشعر والموسيقى، مدينة مالمو - السويد 2008
- مهرجان ربيع جوران - كرواتيا 2008
- مهرجان سيدايا الدولي، مدينة تريست - إيطاليا 2007
- مهرجان الملاجة، سوريا 2007
- مهرجان الشرق والغرب - رومانيا 2007
- مهرجان المتنبي الشعري - سويسرا 2007
- مهرجان دورنبرن- النمسا 2004 و 2007
- الملتقى الدولي للترجمة في بلغراد - صربيا 2007
- مهرجان الإسكندرية للمسرح- مصر 2007 وعام 2008
- مهرجان سميديريفو– صربيا 2006
- مهرجان يان سميرك – سلوفاكيا 2006
- مهرجان نوفي ساد – صربيا 2006
- مهرجان ماستريشت – هولندا 2006
- الملتقى الأدبي، ليمبيرج- أوكرانيا 2005
- مهرجان فرانكو آيريش، دبلن- أيرلندا 2005
- مهرجان الربيع، فيينـّا- النمسا 2005
- مهرجان ستروجا- مقدونيا 2002،2003، 2004، 2005
- ملتقى بواتيه، أوفيس دو ليفر- فرنسا 1999

•	شارك بدعوة من النمسا في معرض فرانكفورت عام 1995 كممثل عن الكتاب المقيمين في النمسا من أصل غير أوروبي (حيث كانت النمسا ضيف شرف لهذا العام)، ثم مرة أخرى بدعوة من ألمانيا في معرض فرانكفورت عام 2004 (حيث كان العالم العربي ضيف الشرف).
•	بمناسبة ترجمة روايته الأولى مدن بلا نخيل إلى الفرنسية عام 1999 تمت دعوته من قبل مؤسسة الكتاب في فرنسا office du Livre إلى مدينة بواتييه في العام نفسه ليلتقي بطالبات وطلاب جامعة بواتييه. قدم على هامشها خمس قراءات أخرى في مدارس الليسيه الفرنسية بمدينة لاروشيل حيث تقرر كتابه على طالبات وطلاب المرحلة الثانوية بالمدينة في هذا العام.

## اللغات التي ترجمت إليها أعماله
تُرجمت أعماله إلى اللغة الإنجليزية والفرنسية والألمانية والمقدونية والأوكرانية والإيطالية والصربية، والسلوفاكية والهولندية والروسية والإسبانية والرومانية.

## أعماله المنشورة باللغة العربية
- محطات من السيرة الذاتية، سيرة ذاتية، دار العين، القاهرة 2011م
- بعض الظن، شعر، دار آفاق، القاهرة 2007
- بيت النخيل، رواية، دار الحضارة للنشر، القاهرة 2006: ترجمها إلى الإنجليزية كريم جيمس أبو زيد بعنوان The Palm House، وصدرت الترجمة عن قسم النشر بالجامعة الأمريكية بالقاهرة سنة 2012.
- مدن بلا نخيل، رواية (طبعة أولى، دار الجمل، كولونيا، ألمانيا 1992؛ طبعة ثانية، دار الحضارة للنشر، القاهرة 1994؛ طبعة ثالثة، دار الحضارة للنشر، القاهرة 2006): صدرت ترجمتها إلى الإنجليزية ـ التي أنجزها كريم جيمس أبو زيد ـ بعنوان Cities without Palms عن قسم النشر بالجامعة الأمريكية بالقاهرة سنة 2009.
- سوق الله، شعر، (عربي/ صربي)، بلغراد 2006
- تخليصات (إرهاب العين البيضاء) حس، دار ميريت للنشر، القاهرة 2002
- حقيبة مملوءة بحمام وهديل (عربي – ألماني)، قصائد ونصوص، دار سيلينه للنشر، فيينـّا 1999
- اذكروا محاسن... مجموعة قصصية، دار شرقيات للنشر، القاهرة 1998
- الجمل لا يقف خلف إشارة حمراء، مجموعة قصصية، دار الحضارة للنشر، القاهرة 1993
- الأسانسير، مسرحية، السلام للطباعة والنشر، القاهرة

## شهادات قيلت في حقه
(1) قال عنه الأديب السوداني الراحل الطيب صالح لدى تقديمه لمجموعته القصصية: الجمل لا يقف خلف إشارة حمراء أن: "طارق الطيب ليس كاتباً مجهولاً، فقد صدرت له رواية استقبلت استقبالاً حسناً هي مدن بلا نخيل، ونُشرت له قصص قصيرة في صحف عدّة مثل (النهار) و (الحياة) و (القدس العربي) و (الشرق الأوسط)، وفي مجلات مثل (إبداع) و (الناقد) و (الاغتراب الأدبي)، ونُشرت له مسرحية.
وهو سوداني، من أبوين سودانيين، ولكنه ولد في القاهرة ونشأ ودرس فيها، فهو سوداني النسب، مصري النشأة. وهو بطبيعة الحال، عاشق للأدب، ولكنه ليس أديباً متفرغاً بل هو رجل اقتصاد. وهو مغترب، يعيش منذ سنوات في (فيينا) في النمسا،
كل هذه الصفات هي بمثابة هبات جمَّة، حين تجتمع لكاتب فإنه يكون محظوظاً حقاً، فكونه مصرياً سودانياً، فإن بلا شك يعطيه حساسية خاصة، ويفتح له آفاقاً واسعة للإبداع. وكونه اقتصادياً وليس أديباً متفرغاً، فإن ذلك بالإضافة إلى إغناء تجربته، يعطيه نوعاً من المرونة في التنقل بين حالات متباينة من مكابدات العيش وهو ليس وحده في ذلك، فقد كان يوسف إدريس طبيباً، وعبد السلام العجيلي ما يزال يمارس الطب في (الرقة)، وعبد الرحمن منيف إقتصادي وكان صلاح أحمد إبراهيم دبلوماسياً، وكان محمد المهدي المجذوب محاسباً. والكاتب الجليل محمود المسعدي رجل دولة وسياسة. هذا التناقض، لا يضر الأدب بل يفيده، وليس أدعى للهم في العالم العربي من أن يلزم المرء محراب الفن ويتوجه إليه بكل جوارحه.
وكون طارق الطيب مغترباً فهذه ميزة للكاتب المرهف الحساسية أما أن يكون مغترباً ليس في لندن أو باريس بل في فيينا فهذه في ظني ميزة عظيمة. ذلك أن الأدب العربي قد عرف كُتاباً تأثروا بالثقافة الفرنسية والثقافة الأنجلوسكسونية، لكنه لم يعرف إلا نادراً - حسب علم] - كُتَّاباً تأثروا بالثقافة الألمانية. وهي ثقافة لا تقل ثراء وأهمية. ومن حسن الحظ هذا الكاتب أنه يستطيع أن يقرأ في أصولها الألمانية الأعمال الروائية العظيمة لكتاب أمثال توماس مان وهيرمان هسه وقُنتر قراس. ناهيك بالشعراء الكلاسيكيين العمالقة أمثال قوته وشلر. ناهيك بالتراث الألماني الضخم في الفكر والفلسفة.
هذه المؤثرات المتعددة المتباينة، من شأنها بلا شك أن توسع إدراك الكاتب وتذكي جذوة الإبداع لديه. وعلينا أن نتابع أطوار هذا الكاتب الشاب لنرى كيف ينعكس كل هذا في نتاجه.
اقول أن التنوع في التجربة هو أول ما يلفت النظر في المجموعة القصصية (الجمل لا يقف خلف إشارة حمراء) التي بين أيدينا. إنها تتكون من أربع وعشرين قصة، تختلف بين الطول والقصر، بعضها يميل إلى الاقتضاب وبعضها يميل إلى الإسهاب. وفيها تنوع في المواضيع. فقصة (الخاتم) إلى سبيل المثال، من وحي بيئة قد تكون مصرية أو سودانية، ولا تبعد عن أي بيئة عربية أخرى ومحورها أن رجلاً رُزق أبناً واحداً بين ست بنات ويطلب بطبيعة الحال مزيداً من الأبناء.
كذلك يستلهم الكاتب البيئة المحلية، في قصص مثل (ذبائح) و (القطار) و (طعنات) و (خطيئة ثلاثية) يقدم الكاتب شخوصاً متنوعة في مواقف متنوعة. الشخوص ليست غربية عنا، والمواقف ليست بعيدة عن مدار تجربتنا أو تصورنا. وهي قصص يلاحق فيها الكاتب مصائر رجال ونساء وشبان وشابات وصبيان وفتيات، تتأرجح بين الأمل واليأس والرغبة والإحباط. إنما الإحساس الغالب أنهم جميعا أسرى أقدار لا قبل لهم بها.
أحياناً يصور الكاتب هذه المصائر بإحساس مأساوي يبلغ حد القسوة. ففي قصة (الفردوس المؤقت) وهي قصة محزنة حقاً، تدفع الغيرة الحمقاء على الشرف رجلاً إلى قتل ابنه وابنته وقد ظن خطأ أن ابنه العائد من الحرب رجل غريب. ولابد من القول أن أسلوب القصة القصيرة لم يتسع أحياناً لبعض هذه المواضيع، كما حدث في قصة (رب البنات) وهو موضوع كان يصلح - في رأيي - أن يكون رواية كاملة. من حسن الحظ، أن (شكل) القصة القصيرة قد تطابق تماماً مع مواضيع أخرى، كما في قصة (خطيئة ثلاثية) وقصة (هديل العزلة) وقصة (ألذ شاي مع أجمل امرأة)، لذلك فهي من أحس قصص المجموعة. وبقدر ما تنوعت المواضيع، تنوعت أساليب السرد، وهو أمر طبيعي. يتبع الكاتب أحياناً أسلوباً مباشراً في رواية الأحداث، وأحياناً يتبع أسلوباً متقطعاً متداخلاً أقرب إلى الأسلوب السينيمائي، وأحياناً يتبع أسلوباً درامياً أقرب إلى المسرح وفي بعض الأحيان يتبع أسلوبا سورياليا لا يخلو من الإغراق، كما في قصة (الجمل لا يقف خلف إشارة حمراء). لا ضير على الكاتب أنه يبحث ويجرب ويختار، شريطة ألا يؤدي التقلب بين الأساليب إن لم يفرضه الموضوع ضرورة، إلى أن يفقد الكاتب صوته المميز. وذلك أمر لابد لأي كاتب مهما تنوعت أساليبه.
أكثر ما جذبني في هذه المجموعة، القصص التي استمد الكاتب مواضيعها من حياته في فيينا. ذلك لأنها تمتاز بروح السخرية والفكاهة المرة أحياناً بالمقارنة إلى الكآبة التي وجدتها في غالبية القصص التي تستمد مواضيعها من البيئة المحلية. وأيضا لأن هذه القصص قد أوحت لي بمناخات جديدة علي. ولاشك أن الكاتب سوف يجد في هذه البيئة الأجنبية فرصاً واسعة للإبداع في أعماله المقبلة. طارق الطيب، يكون في أحسن حالاته حين يركز نظره على مساحة محددة من أفق التجربة الفنية، وحين يشده الحنين وحين يمضه ألم الغربة، وحين يختلط لديه الحس المأساوي بروح العبث والسخرية. إنه كاتب لا تنقصه الرغبة في التعبير، ولا الأدوات اللغوية والفنية التي تمكنه أن يعبر عن أفكاره. يملك تجربة خصبة وطموحاً بعيداً أن يصوغ هذه التجربة في قالب أدبي. كل ذلك من شأنه أن يصنع آخر الأمر كاتباً متميزاً. وهذه القصص هي بمثابة بشارة أكيدة بقرب هذا الاحتمال"
(2) يقول الناقد مجدي يوسف: "كتابات الروائي السوداني طارق الطيب أصبحت ظاهرة ثقافية وأدبية ولها قراء شغوفون، وقد ترجمت أعماله إلى الألمانية، الأوكرانية، الإنجليزية، الفرنسية، ثم الإيطالية التي تلق أعماله فيها إقبالا شديدا، وعكست شخصية الأديب السوداني حالة من التلاحم العميق بين الشرق والغرب وخاصة أنه متزوج من فتاة نمساوية رافقته في رحلته الأدبية ، وترجمت أعماله الشعرية والنثرية إلى اللغة الألمانية، وصارت النصف الآخر من روحه الشفافة التي تطل من خلاله على الثقافات الغربية، وتروي روايته "مدن بلا نخيل" رحلة عصيبة لبطلها "حمزة" من قرية "ود النار" في أقاصي السودان، تاركا وراءه أمه وأخته بحثا عن عمل يسد رمقهم في المدينة، بعد أن صار حال القرية ينحدر للأسوء، ولا يضاهي هذه الرواية في التلقائية والصدق الذي لا يعرف التجامل سوى رواية الخبز الحافي لمحمد شكري.
(3) يقول عنه الأديب والناقد السوداني أحمد ضحية: «مجموعة الشاعر والروائي السوداني طارق الطيب من الضخامة بحيث تحتاج إلى سنوات عدة في سبيل امتلاك التأويل لقوانينها».
1-
2-
3-
5-